# Pomnik Józefa Piłsudskiego na placu Biegańskiego w Częstochowie
Pomnik Józefa Piłsudskiego na placu Biegańskiego w Częstochowie – pomnik Józefa Piłsudskiego zlokalizowany na pl. Biegańskiego w Częstochowie.

## Historia
Niedługo po śmierci Józefa Piłsudskiego zdecydowano o budowie jego pomnika. Aż do początków okupacji niemieckiej stał on przed gmachem szkoły przy ul. Narutowicza (Krakowskiej), a data jego likwidacji jest nieznana.
W listopadzie 1981 Klub Historyczny im. Józefa Piłsudskiego przy NSZZ „Solidarność” w Częstochowie powołał Społeczny Komitet Odbudowy Pomnika Marszałka, jednak po wprowadzeniu stanu wojennego władze odpowiedziały represjami i rekwizycją składek.
W sierpniu 1990 powstał akt erekcyjny budowy nowego pomnika na pl. Biegańskiego. Założono, że w cokole zostanie umieszczona urna z ziemią z pola bitwy pod Radzyminem i z mauzoleum Matki i Serca Syna w Wilnie. Autorem nowego pomnika został rzeźbiarz Stanisław Słonina. Pomimo wskazania pl. Biegańskiego długo ustalano szczegółową lokalizację pomnika na placu. Z powodu niezdecydowania władz Częstochowy w 1997 r. Słonina wykorzystał projekt częstochowskiego pomnika przy realizacji zamówienia dla Płocka. W efekcie zrealizowane zostały dwa identyczne pomniki, przy czym płocki odsłonięto 18 sierpnia 1997, a częstochowski 11 listopada tego samego roku (ustawiono 8 listopada).
Jest to trzeci pomnik w tym miejscu. Wcześniej, krótko po zakończeniu II wojny światowej, postawiono tu pomnik radzieckiego czołgisty, który zastąpiono 9 maja 1968 pomnikiem wdzięczności Armii Radzieckiej projektu Mariana Koniecznego.